# 超特急ひかり
超特急ひかり（ちょうとっきゅうひかり、1984年6月26日 - ）は、日本のものまねタレント、所属事務所はツーフェイス・プロモーション。
東京都台東区出身。血液型：A型。スリーサイズは、B80 W63 H90。
globeのKEIKO・倖田來未・浜崎あゆみ・中島美嘉・工藤静香のものまねを得意とする。

## 出演

### WEB TV
- 夜遊びメールバトル 火曜 （あっ!とおどろく放送局、2008年6月10日-2010年7月27日）
- TOSHIKI×ジョニーのやってみるか! （あっとおどろく放送局 - 2009年11月25日、12月23日）

### イベント
- あっ!とおどろく放送局 ECO PARTY 〜地球はともだちスペシャル〜（2008年5月5日、赤坂サカス）